# Шавайнш
Шавайнш (порт. Chavães)  —  район (фрегезия) в Португалии,  входит в округ Визеу. Является составной частью муниципалитета  Табуасу. По старому административному делению входил в провинцию Траз-уж-Монтиш и Алту-Дору. Входит в экономико-статистический  субрегион Доуру, который входит в Северный регион. Население составляет 372 человека на 2001 год. Занимает площадь 9,94 км².